# 27 nowomęczenników greckokatolickich
27 nowomęczenników greckokatolickich – wspólne określenie na grupę 27 osób beatyfikowanych przez papieża św. Jana Pawła II w czasie swojej jedynej podróży apostolskiej na Ukrainę 27 czerwca 2001 roku na hipodromie we Lwowie. W grupie tej znalazło się 25 wiernych Ukraińskiej Cerkwi Greckokatolickiej oraz dwóch wiernych Rosyjskiego Kościoła Katolickiego. 26 osób padło ofiarą sowieckiego reżimu komunistycznego w czasie II wojny światowej lub w okresie powojennym, jedna osoba została zabita w hitlerowskim obozie koncentracyjnym.
Oprócz 27 męczenników (w tradycji Kościołów wschodnich określanych jako nowomęczennicy) św. Jan Paweł II beatyfikował tego samego dnia również bł. s. Michalinę Jozafatę Hordaszewską (1869–1919).

## Spis 27 nowomęczenników greckokatolickich

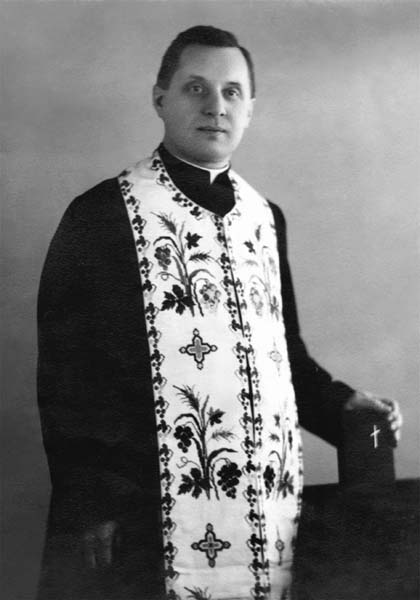
Bł. bp Symeon Łukacz

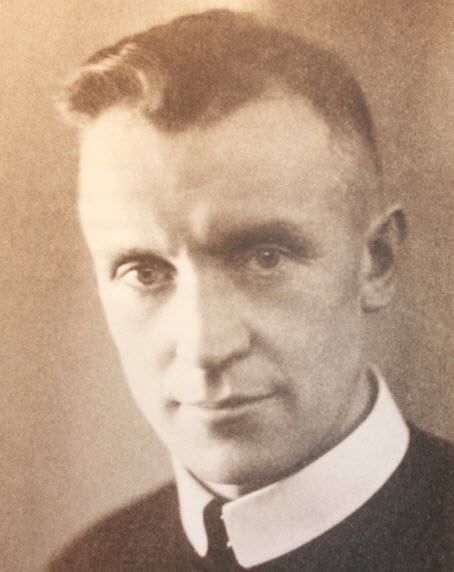
Bł. o. Witalis Bajrak

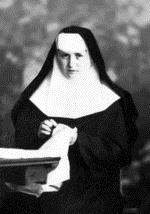
Bł. s. Tarsycja Maćkiw

### Biskupi i administratorzy apostolscy
- Bł. bp Nykyta Budka (1877–1949) – biskup pomocniczy lwowski
- Bł. bp Grzegorz Chomyszyn (1867–1945) – biskup stanisławowski
- Bł. bp Mikołaj Czarnecki (1884–1959) – egzarcha Wołynia, Podlasia i Polesia
- Bł. bp Jozafat Kocyłowski (1876–1947) – biskup przemyski
- Bł. bp Grzegorz Łakota (1883–1950) – biskup pomocniczy przemyski
- Bł. bp Symeon Łukacz (1893–1964) – biskup pomocniczy stanisławowski
- Bł. bp Teodor Romża (1911–1947) – biskup mukaczewski
- Bł. bp Iwan Słeziuk (1896–1973) – biskup stanisławowski
- Bł. bp Bazyli Wełyczkowski (1903–1973) – biskup łucki

### Księża diecezjalni
- Bł. ks. Mikołaj Cehelski (1896–1951)
- Bł. ks. Mikołaj Konrad (1876–1941)
- Bł. ks. Emilian Kowcz (1884–1944)
- Bł. ks. Andrzej Iszczak (1887–1941)
- Bł. ks. Roman Łysko (1914–1941)
- Bł. ks. Piotr Werhun (1890–1957)
- Bł. ks. Aleksy Zarycki (1913–1963)

### Ojcowie zakonni

#### Studyci
- Bł. o. Leonid Fiodorow (1879–1935) – egzarcha apostolski Rosji
- Bł. o. Klemens Szeptycki (1869–1951) – egzarcha apostolski Rosji

#### Bazylianie
- Bł. o. Witalis Bajrak (1907–1946)
- Bł. o. Seweryn Baranyk (1889–1941)
- Bł. o. Joachim Seńkiwski (1896–1941)

#### Redemptoryści
- Bł. o. Zenobiusz Kowalik (1903–1946)
- Bł. o. Iwan Ziatyk (1899–1952)

### Siostry zakonne
- Bł. s. Olimpia Bida (1903–1952) – józefitka
- Bł. s. Laurencja Harasimiw (1911–1952) – józefitka
- Bł. s. Tarsycja Maćkiw (1919–1944) – służebnica

### Osoba świecka
- Bł. Włodzimierz Pryjma (1906–1941) – kantor, kandydat na kapłana